# Lumbrineris abyssorum
Lumbrineris abyssorum är en ringmaskart som beskrevs av McIntosh 1885. Lumbrineris abyssorum ingår i släktet Lumbrineris och familjen Lumbrineridae. Inga underarter finns listade i Catalogue of Life.